# Relaciones Argentina-Irán
Las relaciones Argentina–Irán se refiere a las relaciones diplomáticas entre la República Argentina y la  República Islámica de Irán. Al principio, las relaciones entre ambas naciones fueron amistosas, sin embargo, las relaciones se agriaron y casi se rompieron después del atentado contra la embajada de Israel en Buenos Aires en 1992 y el atentado contra la Asociación Mutual Israelita Argentina (AMIA) en 1994, también en Buenos Aires. El gobierno argentino ha acusado a Irán y sus apoderados por los ataques a su territorio, siendo declarado por la administración de Javier Milei como Estado terrorista en abril de 2024. 
Ambas naciones son miembros del Grupo de los 15, Grupo de los 77 y de las Naciones Unidas.

## Historia

### Relaciones iniciales

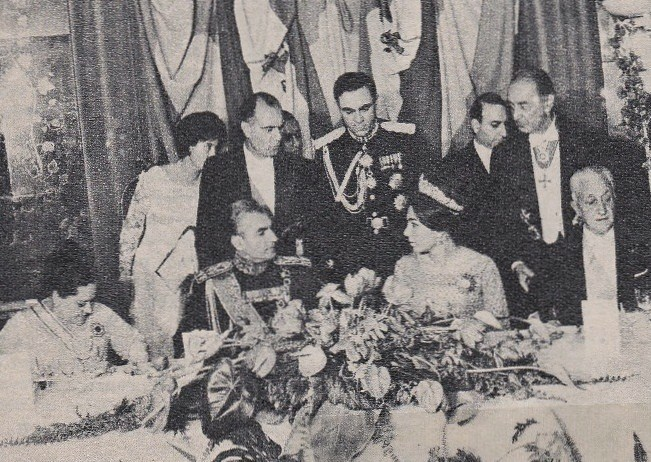
El Sah Mohammad Reza Pahleví en visita oficial a Argentina, junto con el presidente argentino Arturo Umberto Illia; mayo de 1965.

En 1902, Argentina e Irán (entonces conocida como Persia) establecieron relaciones diplomáticas. En 1935, Irán abrió una embajada residente en Buenos Aires, su primera misión diplomática en América Latina. En 1948, Argentina abrió una embajada en Teherán.
En mayo de 1965, el Sah Mohammad Reza Pahleví realizó una visita oficial a Argentina y se reunió con el presidente argentino Arturo Umberto Illia. Mientras estuvo en Argentina, el Shah recibió la Orden del Libertador San Martín, la más alta condecoración de Argentina.
En la década de 1970, debido a la inestabilidad política interna en Argentina, la relación entre las dos naciones se enfrió hasta poco después del golpe de Estado en marzo de 1976. En julio de 1977 llegó a Teherán una delegación argentina compuesta por cuatro personas. Durante dos días se reunieron con sus homólogos iraníes, discutieron diferentes posibilidades de cooperación y elaboraron una lista de posibles acuerdos que se firmarían en una fecha posterior.
En 1979, Irán vivió una Revolución que hizo que el Shah fuera destituido del poder y enviado al exilio. El triunfo de la Revolución Islámica en Irán en 1979 no representó, en principio, ningún daño en las relaciones bilaterales entre las dos naciones. En 1990, Argentina firmó un Acuerdo de Energía Nuclear con Irán.

### Atentados contra la embajada de Israel y la AMIA
En marzo de 1992, hubo un atentado contra la embajada de Israel en Buenos Aires que mató a 29 personas e hirió a otras 242. El atentado fue reclamado por la Organización de la Jihad Islámica que ha sido vinculada con Irán y posiblemente con Hezbolá.
En julio de 1994, la Asociación Mutual Israelita Argentina (AMIA) fue atacada, matando a 85 personas e hiriendo a cientos. Poco después del ataque, Ansar Allah, una organización yihadista palestina ampliamente considerada como fachada de Hezbolá, supuestamente se atribuyó la responsabilidad del ataque. En Argentina vive una comunidad judía de más de 180.000 miembros, la más grande de América Latina y la sexta en el mundo fuera de Israel.
En septiembre de 2004, se nombró al fiscal especial Alberto Nisman para que dirigiera la investigación del atentado contra la AMIA. La investigación del atentado terrorista de 1994 contra la Asociación Mutual Israelita Argentina (AMIA) se caracterizó por una mala conducta judicial y llegó a un punto muerto. En octubre de 2006, Nisman acusó formalmente al Gobierno de Irán de dirigir el ataque de la AMIA y a Hezbolá de llevarlo a cabo.

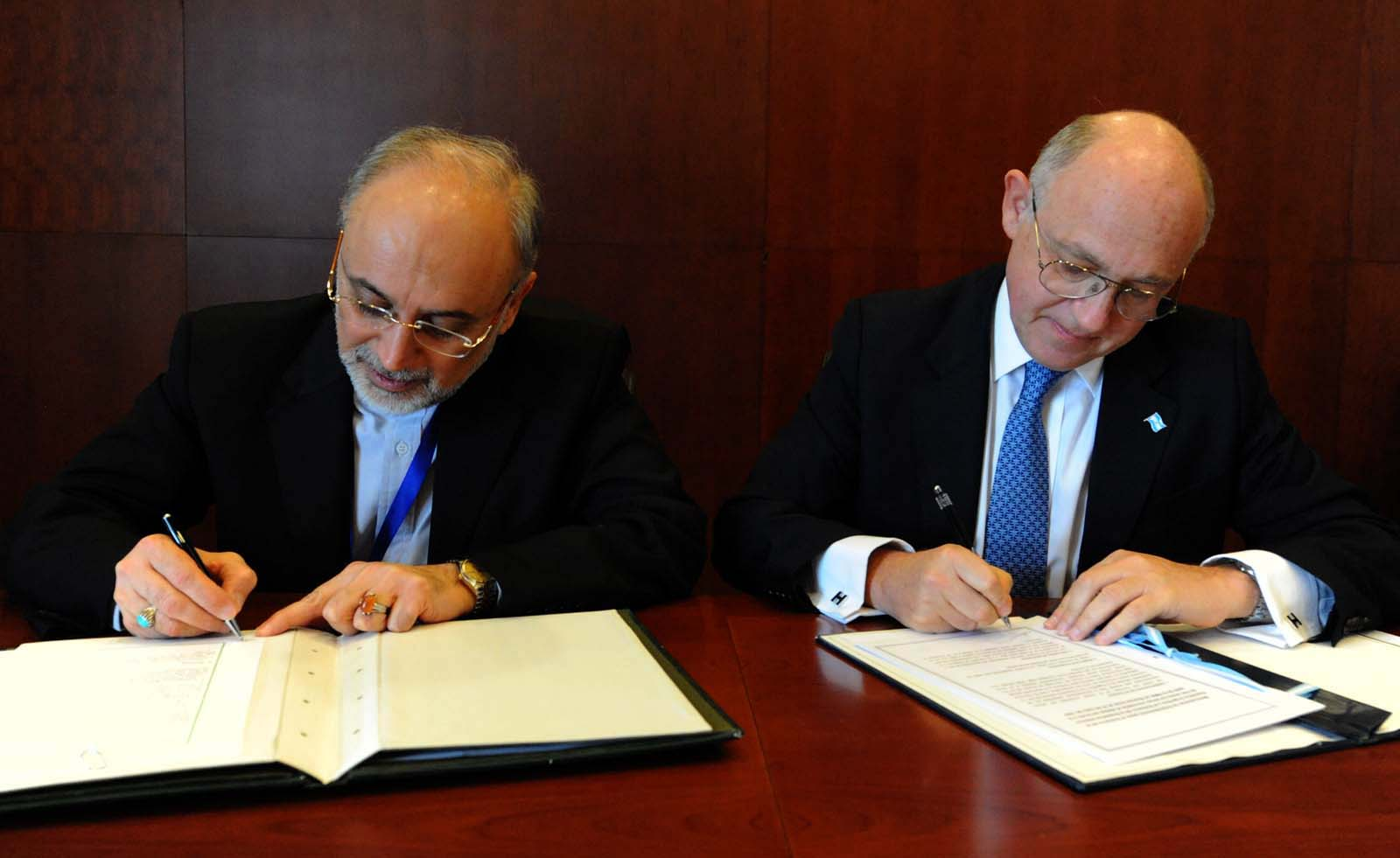
Firma del Memorándum de entendimiento Argentina-Irán; enero de 2013.

El 27 de enero de 2013, el Gobierno de Argentina anunció que había firmado un Memorando de entendimiento entre ellos e Irán para establecer una "comisión de la verdad", con el fin de investigar el atentado contra la AMIA. Según la presidenta Cristina Fernández de Kirchner, la comisión fue constituida para "analizar toda la documentación presentada hasta la fecha por las autoridades judiciales de Argentina e Irán ... y para dar su visión y emitir un informe con recomendaciones sobre cómo debe proceder el caso dentro del marco legal y regulatorio de ambas partes". El acuerdo fue firmado por el canciller argentino Héctor Timerman y por el canciller iraní Alí Akbar Salehí en Adís Abeba, Etiopía.
El 18 de enero de 2015, Alberto Nisman, el fiscal especial que investigaba el atentado de la AMIA, debía comparecer ante el Congreso argentino y presentar sus pruebas de que Irán estaba detrás de los atentados y que el gobierno argentino lo había encubierto. Horas antes de su testimonio programado, Nisman fue encontrado muerto en su apartamento. Su muerte fue inmediatamente declarada suicidio.
Las transcripciones de las conversaciones telefónicas interceptadas entre funcionarios del gobierno argentino e iraní se hicieron públicas el 21 de enero de 2015, como parte de un informe de 289 páginas escrito por Nisman. Las transcripciones indicaron que Argentina envió alimentos y ofreció armas a Irán a cambio de petróleo y una promesa de proteger a los funcionarios iraníes de los cargos. El comercio entre los dos países había aumentado significativamente, con superávits a favor de Argentina; sin embargo, el acuerdo aparentemente fracasó porque Argentina no pudo convencer a la Interpol de anular las órdenes de arresto contra funcionarios iraníes sospechosos de estar involucrados en el ataque.
Ronald Noble, titular de Interpol Argentina, ha declarado en los medios que el gobierno jamás solicitó que se levantaran las alertas rojas sobre los sospechosos iraníes pero el juez de la causa, Claudio Bonadío, se negó sistemáticamente a tomarle declaración. Finalmente, el Tribunal Oral Federal 8, tras analizar planteos de los acusados en la causa por el Memorándum con Irán, declaró nulo el caso. Los jueces concluyeron que no hubo delito en la firma del acuerdo con Irán. El acuerdo había sido refrendado por el Congreso en Argentina. Nunca hubo intercambio comercial de granos ni de petróleo con la república iraní, el Parlamento Iraní rechazó el pacto firmado, por lo tanto nunca se llevó a cabo.
El memorando de acuerdo entre las dos naciones fue anulado en diciembre de 2015, poco después de la toma de posesión del presidente argentino Mauricio Macri. En 2017, el exministro de Relaciones Exteriores Héctor Timerman fue arrestado bajo cargos de encubrir la participación iraní en el atentado de 1994 contra la AMIA. Murió de cáncer mientras estaba detenido en diciembre de 2018.

### Relaciones actuales
En 2018, Argentina e Irán celebraron 80 años de relaciones diplomáticas. En julio de 2018, Argentina designó a Hezbolá, respaldada por Irán, como una organización terrorista y ordenó la congelación de los activos del grupo en el país. Hezbolá ha sido acusado de operar en la Triple Frontera entre Argentina, Brasil y Paraguay; para canalizar grandes sumas de dinero a los líderes de las milicias en el Medio Oriente, y financia campos de entrenamiento, operaciones de propaganda y ataques con bombas en América del Sur.
En agosto de 2021, Argentina se opuso vehementemente a la decisión del gobierno iraní de nombrar a Ahmad Vahidi como Ministro del Interior. Vahidi es acusado por Argentina como uno de los autores del ataque a la AMIA en 1994.
En 2020, había aproximadamente 2.000 iraníes viviendo en Argentina.

## Visitas de alto nivel
Visitas de alto nivel de Argentina a Irán
- Subsecretario de Relaciones Exteriores Alfredo Karim Yoma (1990)

Visitas de alto nivel de Irán a Argentina
- Sah Mohammad Reza Pahleví (1975)
- Enviado especial Mir-Hosein Musaví (1990)

## Acuerdos bilaterales

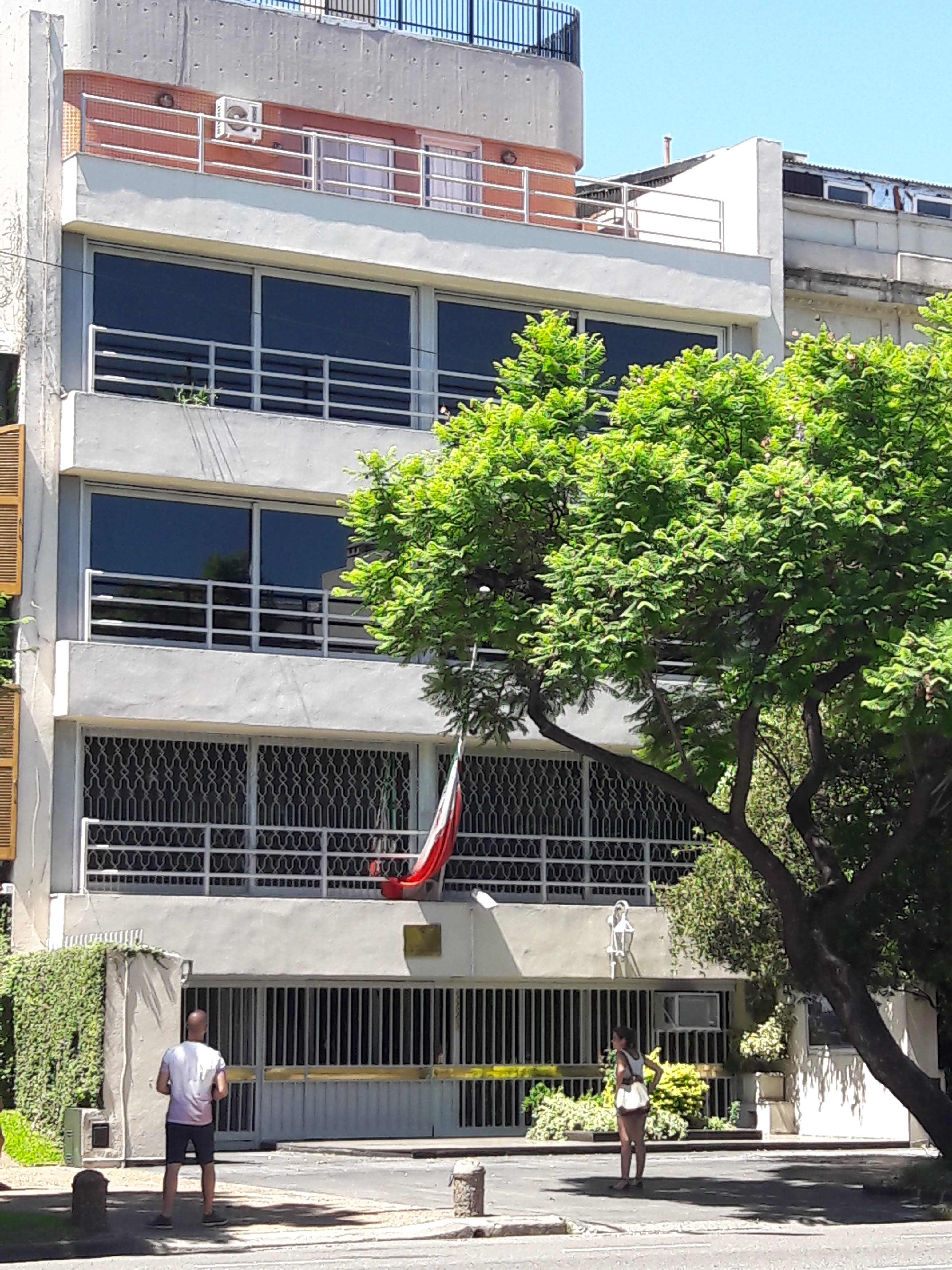
Embajada de Irán en Buenos Aires

Ambas naciones han firmado algunos acuerdos bilaterales, como un Acuerdo de comercio (1990); Memorando de entendimiento para el desarrollo de relaciones (1990); Acuerdo de Cooperación para el uso Pacífico de la Energía Nuclear (1990) y un Memorando de Entendimiento para establecer una Comisión de la Verdad en lo que respecta al atentado de la AMIA.

## Misiones diplomáticas residentes
- Argentina tiene una embajada en Teherán.[20]
- Irán tiene una embajada en Buenos Aires.[21]